# Money in the Bank (2024)
Money in the Bank (2024) foi um evento de luta livre profissional produzido pela empresa americana WWE. Foi o 15º evento anual Money in the Bank e aconteceu no sábado, 6 de julho de 2024, na Scotiabank Arena em Toronto, Ontário, Canadá. O evento foi transmitido via pay-per-view (PPV) e transmissão ao vivo e foi realizado para lutadores das divisões das marcas Raw e SmackDown da promoção. Este foi o primeiro evento Money in the Bank a ser realizado no Canadá, e o segundo consecutivo fora dos Estados Unidos, após o evento de 2023. O evento foi baseado na luta Money in the Bank, uma luta de escada com vários lutadores em que os participantes competem para obter um contrato que concede ao vencedor um combate por um campeonato de sua escolha a qualquer momento no próximo ano.

## Produção

### Introdução
Money in the Bank é um evento anual de luta livre profissional produzido pela promoção americana WWE desde 2010, geralmente realizado entre maio e julho. Junto com WrestleMania, Royal Rumble, SummerSlam e Survivor Series, é considerado um dos cinco maiores eventos do ano da promoção, conhecidos como "Cinco Grandes". O conceito do show vem da luta de escada Money in the Bank da WWE, na qual vários lutadores usam escadas para pegar uma pasta pendurada acima do ringue. A pasta contém um contrato que garante aos respectivos vencedores masculino e feminino uma luta por um campeonato de sua escolha a qualquer momento no próximo ano. As lutas de 2024 tiveram seis participantes cada, divididos igualmente entre as divisões das marcas Raw e SmackDown.

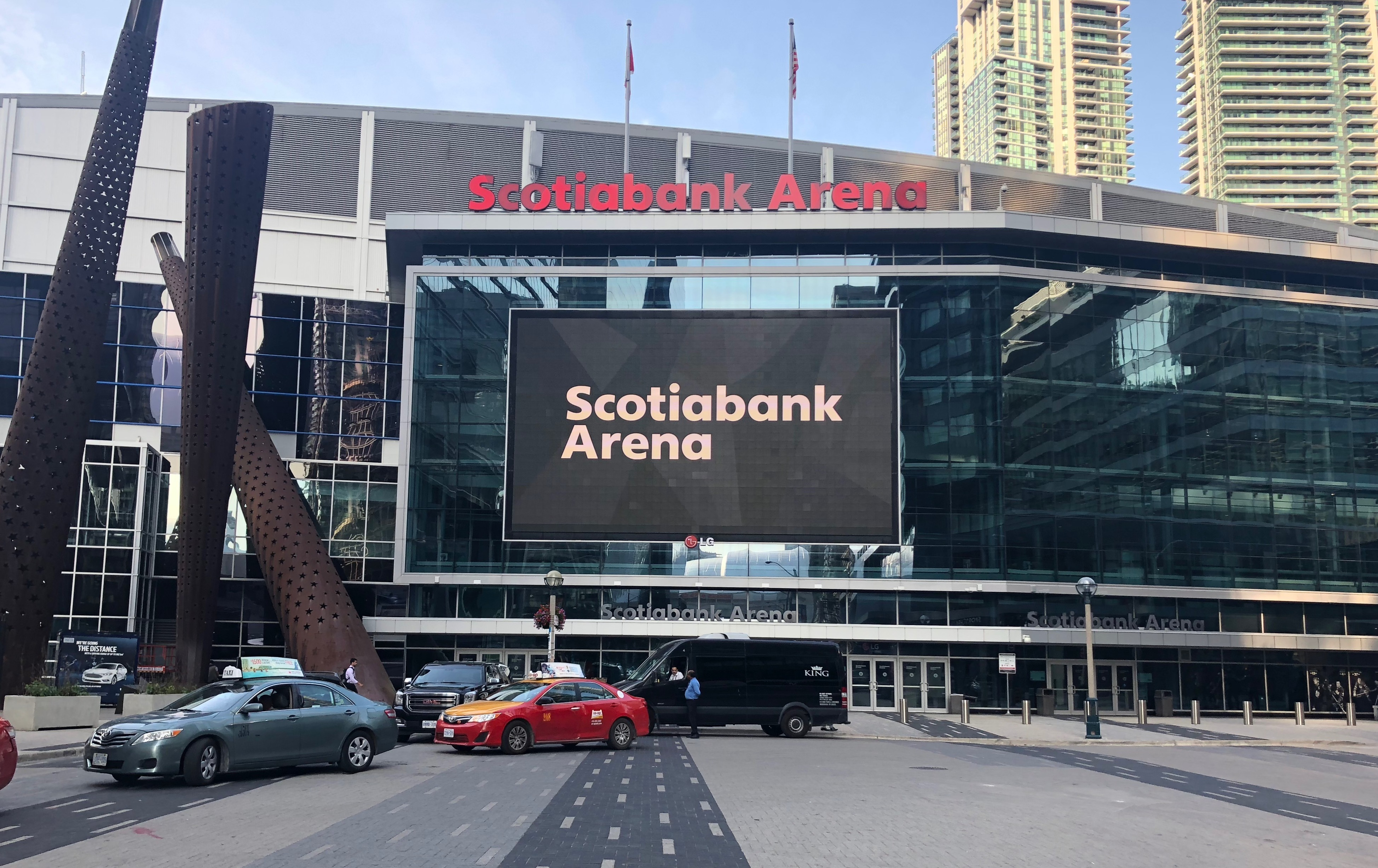
O evento foi realizado na Scotiabank Arena em Toronto, Ontário, Canadá.

Em 4 de janeiro de 2024, o 15º evento Money in the Bank foi anunciado para ser realizado no sábado, 6 de julho de 2024, na Scotiabank Arena em Toronto, Ontário, marcando o primeiro Money in the Bank a ser realizado no Canadá e o segundo a ser realizado fora dos Estados Unidos, após o evento de 2023, que foi realizado em Londres, Inglaterra. Foi transmitido em pay-per-view em todo o mundo e nos serviços de transmissão ao vivo Peacock nos Estados Unidos e na WWE Network na maioria dos mercados internacionais e contou com lutadores das das marcas Raw e SmackDown. Também foi anunciado que, como parte do fim de semana do Money in the Bank, o episódio de 5 de julho do Friday Night SmackDown e o evento de transmissão ao vivo do NXT em 7 de julho, NXT Heatwave, seriam realizados no mesmo local. Os ingressos para os três eventos foram colocados à venda em 15 de março de 2024, com pacotes combinados e de hospitalidade disponíveis.

### Rivalidades
O cartão incluiu lutas resultantes de histórias roteirizadas. Os resultados foram predeterminados pelos escritores da WWE nas marcas Raw e SmackDown, enquanto as histórias foram produzidas nos programas semanais de televisão da WWE, Monday Night Raw e Friday Night SmackDown.
As lutas de qualificação para a luta feminina Money in the Bank começaram no episódio de 17 de junho do Raw. Iyo Sky conquistou o primeiro lugar no Raw ao derrotar Kiana James e Zelina Vega em uma luta triple threat. Chelsea Green posteriormente se tornou a primeira do SmackDown a se qualificar ao derrotar Bianca Belair e Michin em uma luta triple threat no episódio de 21 de junho do SmackDown. No episódio do Raw de 24 de junho, Lyra Valkyria se tornou a segunda a se classificar no Raw ao derrotar Kairi Sane e Shayna Baszler em uma luta triple threat.
As eliminatórias masculinas do Money in the Bank também começaram no episódio de 17 de junho do Raw. Jey Uso conquistou o primeiro lugar no Raw ao derrotar Finn Bálor e Rey Mysterio em uma luta triple threat. Dois dos três participantes do SmackDown foram determinados por lutas triple threat no episódio de 21 de junho do SmackDown, onde Carmelo Hayes se classificou ao derrotar Randy Orton e Tama Tonga no primeiro, com Andrade se classificando ao derrotar Grayson Waller e Kevin Owens no segundo. O segundo lugar no Raw foi conquistado por Chad Gable, que derrotou Braun Strowman e Bronson Reed em uma luta triple threat no episódio de 24 de junho do Raw.
Na Noite 2 da WrestleMania XL em 7 de abril, Seth "Freakin" Rollins perdeu o Campeonato Mundial de Pesos Pesados para Drew McIntyre, que por sua vez perderia imediatamente o título para Damian Priest na luta de cash-in Money in the Bank deste último. Rollins então tirou uma folga devido a uma lesão no joelho. No episódio do Raw de 17 de junho, Rollins retornou da lesão, declarando suas intenções de recuperar o título. Quando Rollins estava prestes a anunciar sua participação na luta masculina Money in the Bank, ele foi interrompido por Priest, que disse que, por respeito, ele na verdade queria lucrar com Rollins na WrestleMania. Rollins notou suas semelhanças em que ambos ganharam seus primeiros campeonatos mundiais por meio de um cash-in do Money in the Bank na WrestleMania, com Rollins ocorrendo na WrestleMania 31 em 2015. Depois de ser questionado por Rollins sobre o que ele queria que fosse seu legado, Priest decidiu desafiar Rollins no Money in the Bank com o Campeonato Mundial de Pesos Pesados em jogo e Rollins aceitou. A partida foi posteriormente oficializada. Na semana seguinte, Priest declarou que Rollins nunca veria "o topo da montanha" enquanto fosse campeão. Rollins apareceu e propôs que se perdesse, nunca mais poderia disputar o título enquanto Priest fosse campeão, mas se vencesse, Priest seria forçado a deixar o Judgment Day; Priest aceito.
No episódio do Raw de 17 de junho, enquanto Sami Zayn comemorava sua bem-sucedida defesa do Campeonato Intercontinental no Clash at the Castle: Scotland, ele foi interrompido por Bron Breakker, que afirmou querer o campeonato de Zayn. No episódio seguinte, Zayn confrontou Breakker nos bastidores fora do escritório do Gerente Geral do Raw, Adam Pearce, e concordou em defender o título contra Breakker no país natal de Zayn, o Canadá, no Money in the Bank, e Pearce tornou isso oficial.
Em abril, Solo Sikoa se tornou o líder de fato do The Bloodline depois que Roman Reigns perdeu o Campeonato Indiscutível da WWE para Cody Rhodes na Noite 2 da WrestleMania XL, com Reigns posteriormente entrando em um hiato. No SmackDown seguinte, Sikoa apresentou Tama Tonga como a mais nova adição ao grupo. Durante esse tempo, Kevin Owens e Randy Orton, que anteriormente tinham seus respectivos problemas com The Bloodline, começaram a se unir contra o grupo e no Backlash France, o mais novo membro do The Bloodline, Tonga Loa, ajudou Tama e Sikoa a derrotar Owens e Orton em uma luta de rua. Orton e Owens continuaram envolvidos em inúmeras partidas contra membros do The Bloodline. Depois que Rhodes defendeu com sucesso o Campeonato Indiscutível da WWE no Clash at the Castle: Scotland, ele foi atacado por The Bloodline com Orton e Owens fazendo a defesa. No episódio seguinte do SmackDown, Orton e Tama competiram em uma partida classificatória do Money in the Bank, mas apesar da interferência de Loa, os dois perderam. Mais tarde, Owens foi atacado por Tama e Loa, o que também lhe custou uma partida de qualificação. Também naquela mesma noite, uma luta sem título entre Sikoa e Rhodes terminou em no contest após outra interferência do The Bloodline. Owens e Orton tentaram salvar Rhodes, mas foram todos atacados por outro novo membro do Bloodline, o estreante Jacob Fatu. Em 24 de junho, uma luta de seis homens entre The Bloodline contra Rhodes, Owens e Orton foi anunciada para o Money in the Bank.

## Evento
| Função:                 | Nome:             |
| ----------------------- | ----------------- |
| Apresentadora           | Trish Stratus     |
| Comentaristas ingleses  | Michael Cole      |
| Comentaristas ingleses  | Corey Graves      |
| Comentaristas espanhóis | Marcelo Rodríguez |
| Comentaristas espanhóis | Jerry Soto        |
| Anunciador de ringue    | Samantha Irvin    |
| Árbitros                | Danilo Anfibio    |
| Árbitros                | Jason Ayers       |
| Árbitros                | Jessika Carr      |
| Árbitros                | Daphanie LaShaunn |
| Árbitros                | Eddie Orengo      |
| Árbitros                | Charles Robinson  |
| Árbitros                | Rod Zapata        |
| Entrevistadora          | Cathy Kelley      |
| Painel pré-show         | Michael Cole      |
| Painel pré-show         | Jackie Redmond    |
| Painel pré-show         | Big E             |
| Painel pré-show         | Wade Barrett      |

### Lutas preliminares
O pay-per-view começou com a luta masculina Money in the Bank, que envolveu Jey Uso, Chad Gable e Drew McIntyre do Raw e Andrade, Carmelo Hayes e LA Knight do SmackDown. Andrade executou um trampolim Spanish Fly to Hayes da corda superior para uma escada. Gable começou a dominar o ringue, incluindo German suplexando uma escada em Andrade. Andrade deu um Sunset Flip em Hayes de uma escada para a outra, eliminando os dois pelo resto da partida. Gable jogou Knight por cima das cordas em uma escada fora do ringue e subiu outra escada para chegar à maleta, mas Uso puxou a escada debaixo dele. Gable, incapaz de segurar a pasta, caiu no tapete. Uso subiu a escada e estava desenganchando a pasta quando McIntyre jogou uma escada como um dardo nele, derrubando Uso antes de subir ele mesmo a escada para desengatar a pasta e vencer a luta.
A próxima luta viu Sami Zayn defender o Campeonato Intercontinental do Raw contra Bron Breakker. Breakker começou a partida dominante e pegou Zayn desprevenido com seu ataque poderoso. Breakker executou um Franken-stiener da corda superior para quase cair. Zayn rebateu uma lança e acertou Breakker com um Helluva Kick para imobilizar Breakker e reter o título.
Em seguida, Trish Stratus anunciou que um convidado surpresa apareceria. John Cena voltou pela primeira vez desde o Raw após a WrestleMania XL em abril, vestindo uma camiseta que dizia "John Cena Farewell Tour 2025" e segurando uma toalha dizendo "a última vez é agora". A caminho do ringue, Cena anunciou que se aposentaria da WWE no final de 2025, e que WrestleMania 41 seria sua última WrestleMania. Ele agradeceu aos fãs pelo apoio ao longo dos anos e disse que se algum fã quisesse vê-lo uma última vez, ou se algum lutador da WWE quisesse uma última chance de lutar com ele, esta turnê de despedida seria sua última oportunidade.
Em seguida, Damian Priest defendeu o Campeonato Mundial de Pesos Pesados do Raw contra Seth "Freakin" Rollins com a estipulação adicional de que se Priest mantivesse, Rollins nunca poderia lutar pelo título novamente enquanto Priest fosse campeão, mas se Rollins vencesse, Priest teria que sair The Judgment Day. Os dois começaram com um ataque pesado, trocando chutes e powerbombs entre si. Rollins acertou seu finalizador em Priest para uma quase queda, antes de Priest acertar Rollins com um Razor's Edge, também uma quase queda. Depois de um superplex da corda superior, Rollins acertou Priest com um Falcon Arrow, imobilizando Priest, mas o árbitro interrompeu a contagem em 2. Pouco depois, a música de Drew McIntyre tocou e ele correu até o ringue e trocou seu dinheiro recém-ganhado em o contrato do Banco, convertendo a luta individual em uma luta Triple Threat pelo título. No entanto, ele foi rapidamente atacado por CM Punk, que estava rivalizando com McIntyre há meses. Punk o derrotou com uma cadeira de aço e o sufocou com um cabo de câmera antes de atingir McIntyre com o título. Priest então deu um chokeslam e derrotou McIntyre para reter o título. Como resultado, Rollins foi impedido de disputar o título enquanto Priest fosse campeão, e também fez de McIntyre o sexto lutador a falhar no cash-in do Money in the Bank. A interferência de Punk posteriormente custou o título a Rollins, que repreendeu Punk após a partida, reacendendo uma rivalidade entre eles que havia começado antes de Punk se machucar no Royal Rumble em janeiro. A derrota falhada em Priest foi uma falha legítima botch cronometrou mal a deixa para a música de McIntyre, que deveria interromper a contagem, ou que Priest deveria chutar, mas sofreu uma concussão com o movimento, forçando o árbitro a fingir que houve um chute.
A penúltima luta foi a luta feminina Money in the Bank, envolvendo Iyo Sky, Lyra Valkyria e Zoey Stark do Raw e Chelsea Green, Naomi e Tiffany Stratton do SmackDown. Stark utilizou uma escada para atacar Valquíria. Stratton saltou do esticador para o grupo, eliminando-os. Stark tentou subir a escada, mas Sky executou um bate-estacas do topo da escada para outra escada. Green subiu a escada e, quando estava prestes a pegar a pasta, Stratton tombou a escada, fazendo com que Green caísse em uma pilha de mesas ao lado do ringue. Stratton então subiu a escada e desenganchou a pasta para vencer a luta.

### Evento principal
O evento principal viu uma luta de seis homens entre Cody Rhodes, Randy Orton e Kevin Owens contra The Bloodline (Solo Sikoa, Tama Tonga e Jacob Fatu, acompanhados por Tonga Loa). Rhodes começou a partida contra Tama, mas rapidamente acertou Owens, que soltou sua fúria sobre Tama. Tama conseguiu marcar Fatu, que dominou Owens. Owens marcou Orton, que acertou Fatu com um DDT drapeado, mas Fatu saiu ileso do movimento e imediatamente se levantou, derrubando Orton. Orton marcou Owens de volta, mas a Linhagem trabalhou em conjunto para derrotá-lo e impedi-lo de chegar ao seu canto. Owens finalmente marcou Rhodes, que começou a atacar Sikoa. Ele também realizou mergulhos suicidas consecutivos nos outros membros do Bloodline fora do ringue, também empurrando Loa para a mesa de anunciantes. Sikoa acidentalmente derrubou o árbitro do ringue e, sem o árbitro, o caos se desenrolou. Owens acertou Tama fora do ringue, e todos os três membros de sua equipe acertaram Sikoa. Owens colocou Fatu na mesa de anunciantes, mas Loa deu um soco baixo nele. Rhodes acertou dois Cross Rhodes consecutivos em Sikoa, mas antes que pudesse tentar um terceiro, Fatu acertou Rhodes com um Implant DDT, antes de segurá-lo para que Sikoa acertasse um Samoan Spike e imobilizasse Rhodes para vencer a luta.

## Após o evento
Como resultado de suas ações, Drew McIntyre e CM Punk foram multados, enquanto McIntyre foi suspenso devido ao ataque ao gerente geral do Raw, Adam Pearce, durante a coletiva de imprensa pós-show. Punk abriu o episódio seguinte do Raw e afirmou que estava tentando ensinar a McIntyre que havia consequências para suas ações. Ele também afirmou que cumpriu sua promessa de que McIntyre não seria campeão mundial enquanto Punk estivesse por perto e que queria enfrentar McIntyre, mas não pôde devido à suspensão de McIntyre. Seth "Freakin" Rollins então interrompeu Punk, que sem entusiasmo pediu desculpas a Rollins por lhe custar o título enquanto ele estava cuidando de seus próprios negócios com McIntyre. Rollins então avisou Punk que as ações têm consequências.
Durante um segmento nos bastidores do Raw seguinte, Seth "Freakin" Rollins conversou com o Campeão Mundial Peso Pesado Damian Priest. Ambos demonstraram respeito mútuo por manterem suas respectivas palavras em relação à partida do campeonato no Money in the Bank. Priest então decidiu suspender a decisão de que Rollins não pode desafiá-lo pelo título e afirmou que depois de derrotar Gunther no SummerSlam, Rollins poderia lutar pelo título sempre que quisesse. ele queria.
Também no Raw seguinte, Bron Breakker interrompeu o Campeão Intercontinental Sami Zayn. Breakker notou que Zayn foi a única pessoa no vestiário do Raw a derrotá-lo e que ele não tinha motivos para merecer uma revanche, mas então atacou Zayn violentamente.

## Resultados
| Nº                                          | Resultados | Estipulações | Tempo |
| ------------------------------------------- | --- | --- | ----- |
| 1                                           | Drew McIntyre derrotou Jey Uso, Carmelo Hayes, Andrade, Chad Gable e LA Knight                                        | Luta Money in the Bank masculino | 16:30 |
| 2                                           | Sami Zayn (c) derrotou Bron Breakker                                                                                  | Luta individual pelo Campeonato Intercontinental | 13:15 |
| 3                                           | Damian Priest (c) derrotou Seth "Freakin" Rollins e Drew McIntyre                                                     | Luta Triple threat pelo Campeonato Mundial dos Pesos Pesados Esta foi a Money in the Bank cash-in match de McIntyre. A luta foi conduzida sob a estipulação de que se Rollins tivesse vencido, Priest teria que deixar The Judgment Day e que se Priest vencesse, Rollins poderia Last Chance match enquanto Priest fosse campeão. | 14:40 |
| 4                                           | Tiffany Stratton derrotou Iyo Sky, Chelsea Green, Lyra Valkyria, Naomi e Zoey Stark                                   | Luta Money in the Bank feminino | 16:50 |
| 5                                           | The Bloodline (Solo Sikoa, Tama Tonga e Jacob Fatu) (com Tonga Loa) derrotaram Cody Rhodes, Randy Orton e Kevin Owens | Luta de trios | 24:40 |
| (c) – Refere-se aos campeões antes da luta. | | |       |

1. ↑  A luta era originalmente uma luta individual entre Priest e Rollins; no entanto, enquanto a luta estava em andamento, McIntyre descontou seu contrato Money in the Bank, convertendo-o em uma luta Triple Threat.
2. ↑  Priest e Rollins concordaram em suspender retroativamente esta estipulação no episódio de 8 de julho de Raw.